# Printemps républicain
Le Printemps républicain est un mouvement politique français fondé en mars 2016, notamment par Laurent Bouvet et Gilles Clavreul. Il est présidé de 2017 à 2023 par Amine El Khatmi, et depuis 2023 par Marika Bret.
Selon son manifeste, il entend lutter contre « l'extrême droite comme l'islamisme politique » et défendre une laïcité « remise en cause de toutes parts, manipulée à des fins politiques par certains, attaquée à des fins religieuses par d'autres, ignorée de beaucoup par indifférence ».
S'affirmant d'abord à gauche, il déclare depuis privilégier le clivage opposant « les républicains aux identitaires et aux communautaristes », plutôt que le clivage gauche-droite. Plusieurs observateurs de gauche voient dans son discours une rhétorique islamophobe.

## Historique

### Fondation
La première réunion du Printemps républicain se tient officiellement début février 2016. Le mouvement est cofondé en mars 2016 notamment par Laurent Bouvet, Gilles Clavreul, Marc Cohen, Denis Maillard, Jérôme-Olivier Delb, Valérie Maupas, Yael Mellul et Amine El Khatmi,,. Selon Marc Cohen, alors rédacteur en chef de Causeur, on y trouve « des twittos, des facebookers et des blogueurs de cinquante nuances de gauche, hier souvent fâchés et maintenant réunis parce que lassés de la lassitude et heureux de redécouvrir les joies simples de la colère, de la castagne et de l'union […]. Le 13 novembre revient sans cesse dans les motivations des intervenants. »
Le « manifeste pour un Printemps républicain » est adressé dans le même temps à deux médias, l’un classé à gauche, Marianne, l’autre à droite, Causeur, par des personnalités de gauche, et il est publié dans les colonnes des deux magazines. Par ce manifeste, le mouvement entend lutter contre « l'extrême droite comme l'islamisme politique », et défendre une laïcité « remise en cause de toutes parts, manipulée à des fins politiques par certains, attaquée à des fins religieuses par d'autres, ignorée de beaucoup par indifférence. »
Pour Le Monde, « l’appel est surtout le dernier symptôme de la crise de la laïcité qui couve à gauche depuis les attentats de janvier 2015. » Selon Libération, lancé un an après l'attentat contre Charlie Hebdo, le Printemps républicain entend également « dénoncer le terrorisme islamiste […] et récuser les discours de ceux qui invitent à se "ressaisir" en rappelant la "jeunesse misérable" des frères Kouachi. » Philippe Guibert, essayiste, considère qu'il s'agit du « premier mouvement politique post-attentats, qui apporte une réponse idéologique — forcément discutable — mais une réponse, aux débats qui ont suivi le tragique mois de janvier 2015, quand les institutions politiques et partisanes se sont concentrées sur les réponses sécuritaires (loi renseignement ou état d’urgence). » Il s'agit également, selon lui, d'« un mouvement néo-féministe qui témoigne d’une réaction très défiante au retour du religieux (en l’occurrence musulman), vu comme une menace contre la liberté des femmes. »
Le manifeste est signé par environ sept mille personnes dont une centaine de personnalités,. En 2019, Mediapart indique que certains des signataires de ce premier manifeste « affirment avoir pris leurs distances, d’autres disent même avoir purement et simplement coupé les ponts », dont Olivier Faure, Guillaume Balas et Emmanuel Maurel, ce dernier « [continuant] d’être globalement d’accord sur le fond, moins sur la forme. »
Le mouvement se lance lors d'une réunion publique en mars 2016 à La Bellevilloise, qui réunit huit cents participants selon les organisateurs dont Fadela Amara, Frédérique Calandra, Gilles Kepel, Patrick Kessel, Élisabeth Lévy, Richard Malka ou encore Fleur Pellerin,. Plusieurs réunions publiques sont organisées dans la foulée à Marseille, à Nantes et à l’École normale supérieure de Paris.

### Évolution
Pour l'élection présidentielle de 2017, le Printemps républicain ne soutient aucun des candidats mais les appelle à « s'engager sur le clivage primordial, en exposant leur conception de la République et de la laïcité. »
Le 6 janvier 2018, il coorganise avec la Licra et le Comité Laïcité République, aux Folies Bergère, la journée Toujours Charlie pour défendre la liberté d'expression. Participent notamment la maire de Paris Anne Hidalgo, l'ancien Premier ministre Manuel Valls, le président de l'Assemblée nationale François de Rugy, la ministre de la Culture Françoise Nyssen, la présidente de la région Ile-de-France Valérie Pécresse, ainsi que le rédacteur en chef de Charlie Hebdo Gérard Biard.
En novembre 2019, le mouvement organise une réunion publique à La Bellevilloise, lors de laquelle s'expriment notamment Jean-Pierre Chevènement, Valérie Pécresse, Guillaume Lacroix, les philosophes Henri Peña-Ruiz et Raphaël Enthoven, ainsi que les anciens ministres Bernard Cazeneuve et Xavier Bertrand (ces deux derniers par vidéo). Lors de sa prise de parole, Valérie Pécresse salue le Printemps républicain comme un « mouvement de résistance », estimant que « les républicains des deux rives doivent se retrouver contre les communautaristes. » En clôture de cette réunion, Amine El Khatmi déclare son intention de « quitter le champ associatif pour le champ politique. »
Lors des municipales de 2020, n'ayant pu se constituer en parti, le mouvement propose aux listes candidates, en échange de son soutien, la signature d'une charte des valeurs républicaines proposant douze engagements, allant du « barrage au Rassemblement national ainsi qu'à toutes formations non républicaines pouvant présenter un risque d'entrisme » à « la diversification du commerce local » en encadrant notamment « la prolifération des commerces communautaires » : seule une petite dizaine de listes signent la charte, dont la plupart perdent les élections. Europe Écologie Les Verts, par la voix de sa porte-parole Sandra Regol, refuse toute présence des cadres du Printemps républicain sur ses listes.
Après avoir apporté son soutien à Emmanuel Macron pour l'élection présidentielle de 2022, le Printemps républicain n'obtient qu'une seule circonscription pour les élections législatives qui suivent — à savoir pour Marika Bret dans la cinquième circonscription de Meurthe-et-Moselle — alors que le mouvement en espérait une dizaine,. À la suite de cette éconduite, Marianne indique que le mouvement « ne sait plus où il habite » : « Si l’association existe toujours, ses membres historiques sont déboussolés, écœurés. » Libération évoque également un mouvement « en perte de vitesse » et « le coup d’arrêt d’une stratégie de politisation du mouvement ».
Le président Amine El Khatmi quitte le mouvement et publie un livre en janvier 2024 dans lequel il raconte « comment Emmanuel Macron s’est servi des militants de l’universalisme et de la laïcité pour mener sa campagne avant de les écarter brusquement. » En parallèle, Marika Bret est élue présidente de l'association en octobre 2023.

## Idées et actions

### Positionnement politique

#### Situation sur l'échiquier politique
Se réclamant des valeurs de la « gauche républicaine », le Printemps républicain vise à rassembler de manière élargie une majorité de citoyens autour des valeurs fondamentales de la laïcité et du pacte républicain, et entend refonder le « commun » de la République par la défense de la laïcité, la nation et l'universalisme, en combattant le racisme et toutes formes de discrimination et en affirmant l'égalité homme - femme. Le mouvement invoque notamment la figure de Georges Clemenceau.
Si le Printemps républicain revendique son ancrage à gauche à ses débuts, Laurent Bouvet et Amine El-Khatmi assument, à partir de 2019, de privilégier le clivage opposant « les républicains aux identitaires et aux communautaristes », plutôt que le clivage gauche-droite,. Lors de l'annonce de la constitution du mouvement en parti, en 2019, Amine El Khatmi explique que le mouvement soutiendra tout « candidat qui serait un vrai républicain et qui tiendrait un discours ferme » sur les valeurs de la République, dans un échiquier « allant de l'aile sociale-démocrate à des personnalités de la droite, fidèle à ses principes ». Dans le même temps, Le Monde indique que le mouvement « veut rassembler large – des sociaux démocrates et radicaux de gauche aux marcheurs et la droite modérée » ; le journal observe également, à la suite d'un rassemblement de l'association, que « la balance penche désormais plutôt du côté des ténors de la droite modérée ».
Au lancement du mouvement en 2016, Regards le situe du côté d' « une gauche autoritaire et intolérante », et estime que « le FN fait figure de grand absent parmi les cibles désignées, malgré tout ce qu’il y aurait à dire sur le parti d’extrême droite et la laïcité ». Interrogeant Gilles Clavreul en 2019, Mediapart indique au contraire que le seul objet de l'association « serait, à l’entendre, de lutter contre le Rassemblement national ».
En 2017, l'anthropologue et ethnologue Jean-Loup Amselle juge que le Printemps républicain a « une position de droite ou d’extrême droite ». En 2018, il inscrit le Printemps républicain au sein « d’une mouvance républicaine, laïque et islamophobe ».
À l'occasion du second tour des élections régionales de 2021 en Île-de-France, le président du Printemps républicain Amine El Khatmi annonce qu'il votera pour la liste de droite dirigée par Valérie Pécresse, qui affronte une liste de gauche dirigée par Julien Bayou et une liste LREM dirigée par Laurent Saint-Martin.
D'après La Voix du Nord, lors de l'entre-deux tours de l'élection présidentielle française de 2022, des membres du Printemps républicain auraient préparé des fiches pour la campagne de Marine Le Pen. Amine El Khatmi prend néanmoins ses distances trois jours plus tard en évoquant dans le même média des initiatives individuelles dans un parti comptant plus de 1400 membres, et en totale opposition avec sa ligne officiellement macroniste.
En 2022, Philippe Corcuff, Stéphane Lavignotte et Emmanuel Dessendier qualifient le Printemps républicain de « groupuscule de la gauche islamophobe » et de « réactionnaire ». L'économiste Yann Moulier-Boutang juge pour sa part que le Printemps républicain, qui se classe parmi la « gauche universaliste et républicaine », « est devenu très proche de la droite sur les questions de laïcité et d’intégration. » Christian Laval considère aussi que la rhétorique utilisée par le Printemps républicain « vient de l’extrême droite » et que, « s’il n’y a pas fusion entre extrême droite, droite et une partie de la gauche dite républicaine, il y a en tout cas un large consensus identitaire, sécuritaire et nationaliste ». En 2023, réagissant aux propos de l'ancien président du mouvement Amine El Khatmi, le philosophe Saïd Benmouffok estime quant à lui que « le Printemps républicain a depuis longtemps construit une pensée identitaire qui ne peut plus être dissimulée derrière les incantations à la République », et que « la dérive de certains de ses membres ou anciens membres était probable » au regard des déclarations passées.

#### Proximité avec Manuel Valls
En 2018, Manuel Valls fait part de son soutien au mouvement, estimant ne plus se sentir seul à mener le « combat de [sa] vie » et saluant Laurent Bouvet comme un « lanceur d'alerte ». Ce dernier reconnaît « des convergences » entre le mouvement et Manuel Valls mais assure ne pas être « d'accord sur tout, par exemple sur l'interdiction du voile à l'université »,. Les deux hommes sont proches à partir des attentats de 2015.

#### Proximité avec Emmanuel Macron
Emmanuel Macron, qui connaît de longue date Laurent Bouvet, un des fondateurs du Printemps républicain, condamne cependant en décembre 2017 une « radicalisation de la laïcité » en visant, sans les nommer, le Printemps républicain et Manuel Valls, avant de reprendre finalement à son compte la ligne du mouvement en octobre 2020, déclarant dans un discours aux Mureaux : « Il y a une forme d'insécurité qui s'est installée, que certains ont qualifiée d'insécurité culturelle, je crois à juste titre, parce que notre société est percluse de fractures »,. Les proches du philosophe Paul Ricœur, dont Emmanuel Macron fut proche, reprochent alors à ce dernier d'avoir abandonné la défense d'une « laïcité ouverte » pour « privilégier les idées du Printemps républicain ».
Le mouvement lie des affinités dans la majorité présidentielle, en particulier avec le ministre de l’Éducation nationale Jean-Michel Blanquer et la secrétaire d'État chargée de l'Égalité entre les femmes et les hommes Marlène Schiappa,,. Par ailleurs, l'épouse de Laurent Bouvet, Astrid Panosyan, est cofondatrice d'En marche, devenu La République en marche, le parti politique lancé en avril 2016 par Emmanuel Macron — et fut conseillère de ce dernier lorsqu'il était ministre de l'Économie.
Le Printemps républicain apporte son soutien à Emmanuel Macron pour l'élection présidentielle de 2022 : Amine El-Khatmi indique que le mouvement a été « critique vis-à-vis d'Emmanuel Macron, notamment lors de son discours au collège des Bernardins » — lorsque le président avait dit en 2018 vouloir « réparer le lien entre l'Église et l'État » — mais salue cependant son « évolution, notamment avec le discours des Mureaux et la loi contre le séparatisme ». Il justifie le refus de soutenir Anne Hidalgo en raison « des années d'égarement et (d')un manque de préparation » du Parti socialiste, tout en saluant son positionnement « irréprochable ».

### Opposition à l'islamisme et au communautarisme
Le mouvement dénonce les « islamo-gauchistes » ainsi que « le racisme qui diabolise les arabo-musulmans ». Selon l'AFP, le Printemps républicain s'oppose à « un nouvel antiracisme dénoncé comme communautariste, un féminisme engagé à l'intersection de différentes luttes, les "entrepreneurs identitaires" réputés proches des Frères musulmans ou du salafisme... ». Slate estime que le Printemps républicain procède à des dénonciations de « dérives réelles ou supposées parmi le personnel politique, les fonctionnaires, les intellectuels et les journalistes », et à des distributions de « bons et mauvais points, n'hésitant pas à appeler à la mise à l'index de leurs contradicteurs, inventeurs d'un nouveau délit de blasphème — le blasphème contre la République — et d'un nouveau délit d'intention — le soupçon de dérive communautaire ».
L'universitaire Philippe Corcuff considère ainsi le Printemps républicain comme « une officine idéologique manichéenne qui a détourné le magnifique mouvement « Je suis Charlie » en faveur de la liberté d’expression et de la préservation d’une société pluriculturelle contre la terreur djihadiste […] en diabolisant les musulmans », et le situe à « l’extrême centre gauche du confusionnisme », notion qu'il définit comme « un espace de discours qui crée des interférences et des proximités entre des postures (comme le « politiquement incorrect » ou le conspirationnisme) et des thèmes (comme le nationalisme économique, l’essentialisation du peuple sur une base nationale ou la relativisation de la frontière symbolique avec l’extrême droite) qui viennent de l’extrême droite, de la droite, de la gauche modérée et de la gauche radicale ».
Le mouvement se montre hostile à l'usage du terme d'islamophobie — sous sa pression notamment, l’université Lumière-Lyon-II annule un colloque sur l’islamophobie . Loïc Le Clerc indique avoir assisté à l'une des réunions du mouvement, au cours de laquelle il aurait été évoqué la possibilité d'interdire le voile dans l'espace public, sans toutefois que des propos explicites allant dans ce sens aient été cités. En février 2018, plusieurs membres du Printemps républicain prennent part à des attaques également menées par l'extrême droite contre Mennel, candidate de l'émission The Voice portant le turban et chantant en arabe,.
En 2019, le mouvement se mobilise contre la commercialisation d’un hijab de course par Décathlon. Le Printemps républicain prend régulièrement à partie les défenseurs de la liberté de choix du port du voile dans l'espace public, comme les députés Aurélien Taché et Fiona Lazaar, l'Observatoire de la laïcité — dont la conception est éloignée de la sienne —, Edwy Plenel et son site Mediapart — accusés notamment d’avoir banalisé les propos de Tariq Ramadan — ou encore Rokhaya Diallo, accusée de communautarisme,,.

### Conception de la laïcité
Slate estime qu'« avant le traumatisme du 13-Novembre, les questions de laïcité n'étaient ni une préoccupation dominante, ni un champ d'action, ni un domaine d'étude des leaders du Printemps républicain » dont le nouvel intérêt pour celles-ci « [s'est] traduit peu à peu par la fréquentation de certains interlocuteurs loin d'être perçus comme les plus crédibles sur les sujets de l'islam, de l'islamisme et de la laïcité » — tout en se désintéressant ou en rejetant les spécialistes reconnus de la laïcité tels que Jean Baubérot, Philippe Portier, Valentine Zuber, Patrick Weil ou Jean-Marc Sauvé.
Selon Jean Baubérot, historien spécialiste de la laïcité, « ils se revendiquent de la loi de 1905, mais ils l'instrumentalisent. Ils sont dans la filiation d'un courant combiste, radical-socialiste, qui a été battu en 1905. Ils défendent une laïcité gallicane, c'est-à-dire une laïcité antireligieuse, qui tend vers la religion civile ». Selon Sophie Guérard de Latour, maître de conférences en philosophie politique, le Printemps républicain fait conséquemment partie de mouvements qui ne se contentent pas de dire qu’on ne peut pas faire société sans être une communauté politique, mais « donnent à cette communauté un contenu tellement substantiel qu’il en devient exclusif », au risque paradoxal de donner un tour communautariste, fût-il majoritaire, à leur républicanisme.
Le philosophe Jean-Yves Pranchère évoque « une véritable dérive, qui affaiblit les principes laïques sans fournir pour autant le moindre point d'appui à l'indispensable lutte contre le fanatisme ». Le chercheur Haoues Heniguer estime que « malgré ses dénégations, le Printemps républicain signe une victoire culturelle du Rassemblement national ». Samuel Laurent, responsable des Décodeurs au quotidien Le Monde, estime qu'« à leur corps défendant, leurs croisades sont souvent les mêmes que celles de la droite identitaire ». Dans le magazine Slate, la journaliste Aude Lorriaux estime que le Printemps républicain relève de la « gauche identitaire ».
Pour le politologue Stéphane Rozès, le Printemps républicain a le mérite « de ne pas entériner l'idée que la laïcité, la République et la nation soient des discours de droite », « ce qui fait la singularité des républicains, et avant, des chevènementistes » ; le mouvement occupe selon lui « un terrain inoccupé à l'intérieur de la gauche politique ».

### Gouvernance et services publics
Lors de leur réunion publique à La Bellevilloise en novembre 2019, les chefs de file du mouvement déclarent vouloir développer d’autres thématiques que celle de l’islam et de la laïcité, intégrant notamment « la question des services publics », et en particulier « dans les quartiers populaires ». Le mois suivant, leur président Amine El Khatmi déclare dans une interview à La Dépêche du Midi qu'il propose une « mise sous tutelle des villes dans lesquelles les élus locaux ont failli, où les taux de pauvreté et de délinquance sont importants ». Cette mesure concernerait un échantillon de « 80 à 100 quartiers », principalement en banlieue parisienne mais aussi notamment la Reynerie à Toulouse, dans lesquels les moyens seraient augmentés pour améliorer les conditions de vie des populations, les services publics notamment l'éducation, et lutter contre la délinquance.

### Autres prises de position
Laurent Bouvet indique que le Printemps républicain a « joué un rôle de manière voulue » sur l'affaire Mehdi Meklat et la controverse entre Mediapart et Charlie Hebdo autour de l'affaire Tariq Ramadan. Le Monde relève en 2021 que le mouvement a salué le « talent » et le « regard décalé » de Mathieu Bock-Côté, essayiste québécois proche d'Éric Zemmour, qui « fut un défenseur indéfectible de la loi sur la laïcité adoptée en 2019 par le Québec – un texte considéré comme « raciste » par le reste du continent nord-américain ».
En 2021, Jean Stern, dans Orient XXI, indique le mouvement « compte parmi ses partisans d’autres éminents pro-israéliens ».

## Organisation
Denis Maillard est le premier président du Printemps républicain. Amine El Khatmi lui succède en juillet 2017. Selon le musicien et dramaturge Benjamin Sire, membre du conseil d'administration, le Printemps républicain était un mouvement informel lors de sa création et a commencé à se structurer après l'élection d'Amine El Khatmi. Il peut depuis lors être considéré autant comme une association, un think-tank et un parti politique.
En 2019, Gilles Clavreul évoque « une trentaine de bénévoles » et indique que l'association n'a ni locaux, ni permanents, ni moyens financiers. La même année, Libération estime que le mouvement « compte 600 membres, en majorité « de gauche » ». Des groupes locaux sont créés (comme par exemple dans le Haut-Rhin). En 2021, Slate évalue le nombre d'adhérents entre 700 et 1 000 et indique qu'en réalité les « quelques groupes locaux (Lyon, Bordeaux, Grenoble, Occitanie...) se contentent de communiquer sur les réseaux sociaux et d'organiser épisodiquement quelques rassemblements ». La même année, le mouvement déclare compter environ 1 200 membres, tous bénévoles, et 22 antennes régionales.
Selon Slate, « le mouvement se structure autour d'une cinquantaine de convaincus venus d'horizons politiques différents, des partisans de l'intégration européenne aux défenseurs du souverainisme », mais « repose sur un noyau idéologique, issu du groupe dit de la « Gauche populaire » qui avait plaidé en 2012 pour la reconquête des catégories populaires en réaction à la publication d'un rapport de Terra Nova appelant la gauche à abandonner les classes laborieuses pour s'orienter vers un nouvel électorat composé des diplômés, des jeunes, des minorités et des femmes ». Il est composé quasi exclusivement de cadres, de déçus ou de sympathisants du Parti socialiste, ayant pour la plupart soutenu Manuel Valls, ainsi que de quelques intellectuels,,.
En novembre 2019, le Printemps républicain annonce qu'il souhaite devenir un parti politique après les élections municipales françaises de 2020. Les dirigeants entendent attirer des personnalités telles que Valérie Pécresse, Xavier Bertrand, François Baroin ou Aurore Bergé, mais échoue à dépasser ses propres limites et ne parvient pas à se transformer en parti politique, faute de cadres, de militants et de moyens financiers.
Laurent Bouvet est considéré comme l'intellectuel principal du mouvement,. Selon Slate, les « philosophes phares du mouvement » sont Marcel Gauchet et Jean-Claude Michéa. Selon le chercheur Haoues Seniguer, Gilles Clavreul est « le véritable idéologue » du Printemps républicain.

## Réception

### Présence et activisme médiatiques
Selon l'AFP, « le Printemps républicain jouit d'emblée d'un fort intérêt médiatique, avec des relais à gauche, principalement l'hebdomadaire Marianne, comme à droite, dans les colonnes du mensuel Causeur ». Le Conseil supérieur de l'audiovisuel indique concernant le Printemps républicain que « les chaînes n'ont pas déclaré de temps de parole au titre du mouvement politique concerné qui, à ce jour, a une activité et un agenda limités, mais parfois, pour certains de ses membres, sous l'appellation générique "divers gauche" ».
En 2018, Regards indique que les membres actifs au nom de l'association sur les réseaux sociaux sont rares et se limitent en fait à Amine El Khatmi, Laurent Bouvet, Gilles Clavreul et Nassim Seddiki (un membre du PS parisien). Selon Orient XXI, « le nombre d'abonnés sur Twitter de Laurent Bouvet, Gilles Clavreul et Amine El-Khatmi (respectivement 25 000, 23 000 et 36 000 en 2021) n'a rien de renversant, mais est suffisant pour faire du bruit ». Pour Politis, le Printemps républicain a « développé une capacité de nuisance dans les débats publics au moyen des réseaux sociaux, où son noyau dirigeant est hyperactif ». Selon Le Monde, les réseaux sociaux constituent en fait le « nerf de la guerre » du Printemps républicain, où le mouvement s'emploie à « disqualifier ses contradicteurs et fournir des flèches prêtes à l’emploi ».
L'écrivain Aurélien Bellanger présente dans son roman paru en 2024 le Printemps Républicain comme une « nébuleuse qui se vit comme une néo-maçonnerie garante des piliers républicains et qui porte en elle le glissement de plus en plus islamophobe et autoritaire d’un gouvernement, de médias, de hauts fonctionnaires de plus en plus acquis à ce discours ».

### Polémiques
Au lancement du mouvement, les initiateurs du Printemps républicain sont pris pour cible par les sites d'extrême droite Riposte laïque et Fdesouche, qui les accusent d’être de faux laïques, ainsi que par le site communautaire Al-kanz.org, qui les accuse d’islamophobie.
En février 2021, le magazine Slate publie une enquête en plusieurs volets, dénonçant principalement la stratégie de communication d'influence du Printemps républicain, qui « bénéficie d'une surface médiatique sans rapport avec son poids politique », notamment « grâce au soutien d'une partie des milieux francs-maçons, en particulier du Grand Orient de France (GODF) et du Comité Laïcité République ». Toujours selon Slate, « plusieurs membres du Grand Orient et d'autres obédiences, […] ne reconnaissent pas la ligne du PR comme laïque, mais au contraire comme trahissant la laïcité ». En outre, Slate reproche aux membres du Printemps républicain leur agressivité et leur véritable trolling sur les réseaux sociaux à l'égard de personnalités ciblées en raison d'un supposé « laxisme envers l'islamisme », passant par des insultes, des citations tronquées, la divulgation de données personnelles, ou encore des dénonciations calomnieuses à l'employeur.
L'universitaire Jean Baubérot dénonce ainsi la démarche « maccarthyste » de ces militants du PR, estimant qu'« ils tendent à créer des réactions identitaires virulentes ». En 2023, dans un ouvrage sur l'extrême droite, Edwy Plenel qualifie le Printemps Républicain d'islamophobe.
En janvier 2022, à l’occasion d'un hommage à Charlie Hebdo organisé par le Parti communiste français, la députée Elsa Faucillon met en cause la présence de « figures controversées » proches du Printemps républicain comme la journaliste Caroline Fourest ou le dessinateur Xavier Gorce. Un proche de Fabien Roussel, secrétaire national du parti et candidat à l'élection présidentielle, dénonce en réaction le « sectarisme » d'Elsa Faucillon.
En 2023, des proches du Printemps républicain sont mis en cause en tant que bénéficiaires potentiels de l'attribution contestée d'une partie du fonds « Marianne »,.

### Critiques dans le milieu de l'art

#### Médine
En mai 2022, le rappeur et artiste français Médine publie son morceau La France au rap français, où il cible explicitement le Printemps républicain,, après ses démêlés avec l'organisation, qui s'était interrogée sur la responsabilité de ceux qui accueillaient l'artiste en concert.
Le printemps républicain, c'est la campagne en hiver

Ça manque de culture, c'est tout blanc

Que des blaireaux qui hibernent

Lifting et implants capillaires, c'est là l'étendue d'leur drapeau

Comme le disait ma grand-mère

Si c'est dans les journaux, c'est qu'c'est faux
Le rappeur s'était déjà opposé au mouvement dans un entretien à Mediapart à l'occasion de l'élection présidentielle de 2017.

#### Aurélien Bellanger
En août 2024, l'écrivain Aurélien Bellanger publie Les Derniers Jours du Parti socialiste, roman à clef, qui dépeint l’ascension du Printemps républicain, estimant qu'il travestit à gauche le concept de laïcité.
Pour Marianne, le roman est un « sommet de lourdeur militante » et un « règlement de comptes à travers une mauvaise littérature. » Les Échos jugent que « la satire est souvent drôle, mais le roman vide de romanesque. » La journaliste Caroline Pernes pour le magazine Télérama décrit quant à elle l'ouvrage comme une « grande fresque politico-historique, délicieusement cynique ». Alain Finkielkraut, dans son émission Répliques, qualifie d'« abjecte » la façon dont Laurent Bouvet est traité, sous couvert de satire, dans le roman d'Aurélien Bellanger.